# Mentzelia rusbyi
Mentzelia rusbyi är en brännreveväxtart som beskrevs av Woot. Mentzelia rusbyi ingår i släktet Mentzelia och familjen brännreveväxter. Inga underarter finns listade i Catalogue of Life.